# St. Elisabeth (Mannheim)

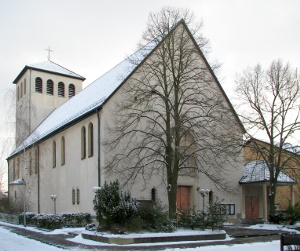
St.-Elisabeth-Kirche

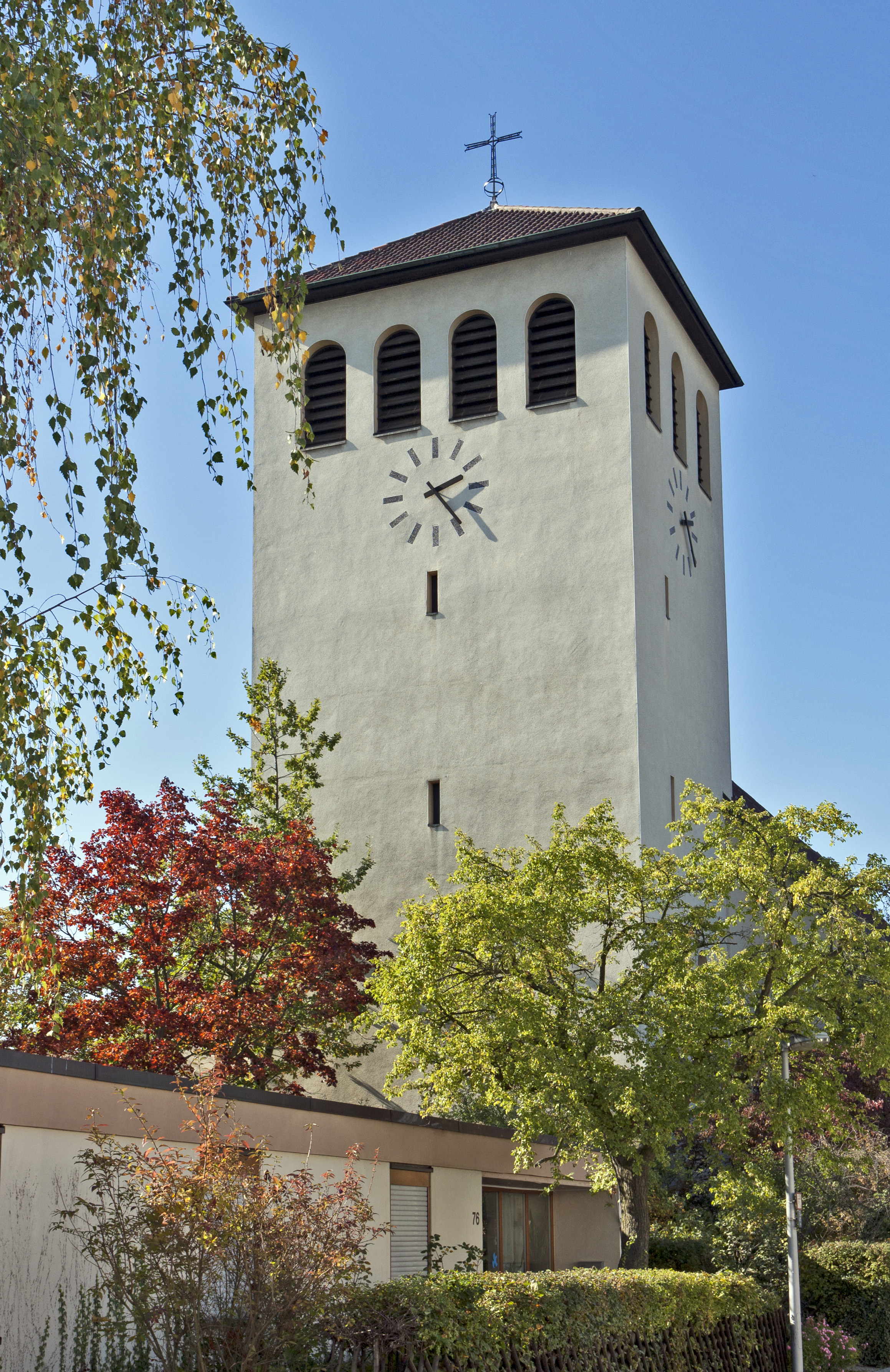
Glockenturm

St. Elisabeth ist eine katholische Kirche im Mannheimer Stadtteil Gartenstadt. Sie wurde zwischen 1936 und 1937 nach den Plänen von Fridolin Bosch errichtet.

## Geschichte
Die planmäßige Bebauung der Gartenstadt begann im Jahr 1912. Für die seelsorgerische Betreuung der katholischen Einwohner war der Pfarrer der Waldhöfer St.-Franziskus-Kirche zuständig. In der folgenden Zeit wurde sowohl die Bebauung der Gartenstadt als auch in Waldhof immer wieder erweitert, so dass bereits 1925 ein Bauplatz für eine eigene Kirche in der Gartenstadt erworben wurde. Daraufhin wurde 1933 eine kleine Holzkirche erstellt, die der Gottesmutter geweiht war. 1936 wurde mit dem Bau der neuen Kirche begonnen. Die Pläne hatte Fridolin Bosch entworfen, während die Bauleitung der Architekt Josef Lutz übernahm.
Am 21. November 1937 wurde die unter dem Patronat der heiligen Elisabeth stehenden Kirche von Prälat Joseph Bauer benediziert. 1942 errichtete das Erzbistum Freiburg eine Pfarrkuratie. Im Jahr darauf beschädigte ein Fliegerangriff das Kirchengebäude schwer. Bis 1949 konnten die Schäden behoben werden und am 6. November wurde die Kirche von Erzbischof Wendelin Rauch konsekriert.
Anstatt des ursprünglich vorhandenen Dachreiters wurde 1954 nach den Plänen von Anton Ohnmacht ein massiver Kirchturm angefügt. 1960 erhob Erzbischof Hermann Schäufele St. Elisabeth zur selbständigen Pfarrei. 2002 wurden die Gemeinden St. Elisabeth, St. Lioba und St. Franziskus zur Seelsorgeeinheit Mannheim-Waldhof-Gartenstadt zusammengeschlossen.

## Beschreibung

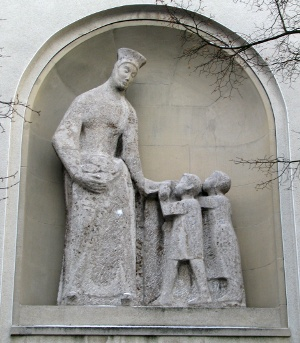
Elisabeth über dem Eingang

St. Elisabeth wurde zentral in der Gartenstadt auf einem Dreiecksgrundstück im zeittypisch schlichten Stil der 1930er Jahre errichtet. Der rechteckige Bau ist mit einem Satteldach bedeckt. Der später hinzugefügte Glockenturm mit seinem Zeltdach passt sich nahtlos an. Das Geläut bestand ursprünglich aus drei Glocken, von denen aber zwei im Zweiten Weltkrieg abgeliefert werden mussten. 1951 wurden drei neue Glocken beschafft und 1954 zwei weitere, womit das Geläut auf Salve Regina abgestimmt wurde.
Für die künstlerische Ausgestaltung des Innenraums zeichnete Willy Oeser verantwortlich. Er schuf drei große Gruppenbilder mit Szenen aus dem Leben der heiligen Elisabeth, zwei Fresken über den Seitenaltären und den Kreuzweg. Die Figuren Maria und Josef fertigte der Bildhauer Walter Mellmann an.

## Orgel
Die Orgel mit 28 Registern auf zwei Manualen und Pedal wurde 2001 vom Orgelbauer Karl Göckel gebaut. Das Klangbild orientiert sich an der französischen Romantik.
Disposition:
| I Hauptwerk C–g3 | I Hauptwerk C–g3 | II Schwellwerk C–g3 | II Schwellwerk C–g3 | Pedal C–f1  | Pedal C–f1 |
| Bourdon          | 16′              | Flûte traversière   | 8′                  | Subbass     | 16′        |
| Principal        | 8′               | Gambe               | 8′                  | Flûte       | 8′         |
| Viole de Gambe   | 8′               | Bourdon             | 8′                  | Violoncello | 8′         |
| Flûte harmonique | 8′               | Voix céleste        | 8′                  | Posaune     | 16′        |
| Cor de nuit      | 8′               | Flûte octaviante    | 4′                  |             |            |
| Octave           | 4′               | Fugara              | 4′                  |             |            |
| Flûte            | 4′               | Nasard              | 2 ⁄3′               |             |            |
| Quinte           | 2′               | Octavin             | 2′                  |             |            |
| Octave           | 2′               | Tierce              | 1 3⁄5′              |             |            |
| Cornett III      | 2 ⁄3′            | Progressio II-IV    | 2 ⁄3′               |             |            |
| Mixtur III–IV    | 2′               | Trompette harm.     | 8′                  |             |            |
| Mixtur III       | 1′               | Hautbois            | 8′                  |             |            |
| Trompete         | 8′               | Tremulant           |                     |             |            |